# Seduli Escot
|  | No s'ha de confondre amb Celi Seduli o Joan Escot Eriúgena. |

Seduli Escot (en llatí, Sedulius Scottus) fou un poeta, filòsof i classicista irlandès del segle IX. En la seva formació, el seu país natal, s'hi inclou el llatí i potser ja el grec, del qual tenia un bon coneixement quan era a Lieja.
A partir de la dècada de 840 s'instal·là a Lieja, sota la protecció del bisbe Hartgar, a la mort del qual dedicà un plany, i del seu successor Francó de Tongeren. Allà hi feu també de copista de manuscrits.
Va destacar pels seus comentaris a obres literàries i de pensament grecollatí i pel tractat sobre l'ètica dels governants De rectoribus christianis (Sobre els governants cristians), on afirmava que els reis havien de regir-se pels principis del cristianisme per regnar de manera magnànima i respectuosa amb els drets de l'església. El va dedicar a Lotari I i és un dels primers miralls de prínceps que es conserva.
Seduli Escot va estar lligat a la cort carolíngia, on va compondre poemes (entre altres, Certamen rosae liliique, debat entre la rosa i el lliri; també alguns poemes en to còmic, com el d'un boc esquarterat per un gos De Quodam Verbece a Cane Discerpto) i va exercicir com a professor dels fills de la noblesa.
Se li ha atribuït el poema Pangur Bán, però no es pot saber amb seguretat.